# Albert Reiß

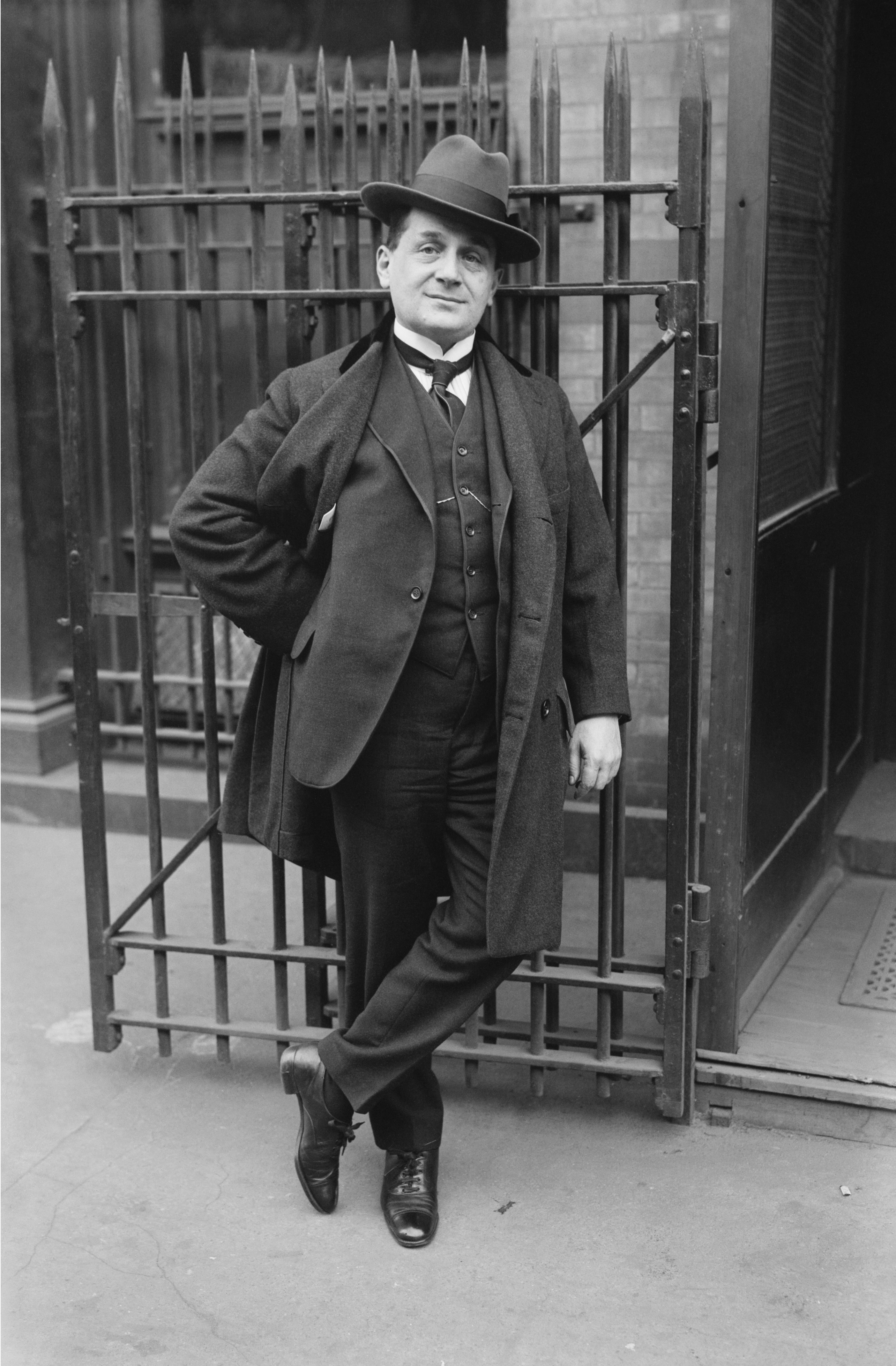
Albert Reiß

Albert Reiß/Albert Reiss, (Berlín, 22 de febrero de 1870-Niza, 19 de junio de 1940) fue un tenor y actor teatral alemán conocido por actuar en el Teatro Nacional de Múnich, la Royal Opera House de Londres o en la Metropolitan Opera de Nueva York más de 1000 veces.
Estudió derecho, pero más tarde trabajó como actor en Berlín y Estrasburgo. Se formó como cantante lírico con Otto Ball, Otto Purschian o Ludwig Stahl debutando en 1897 con Zar y carpintero.